# Riu Fen
El riu Fen (en xinès, 汾河; pinyin, Fén Hé) és un riu que discorre per la província de Shanxi, al centre-oest de la República Popular de la Xina. És el riu més llarg de Shanxi i un dels principals afluents del riu Groc. La longitud del riu és de 694 quilòmetres i drena una conca de 39.417 km².

## Geografia
El riu Fen neix a la serralada Guancen, al comtat de Ningwu, al nord-est de la província de Shanxi. Flueix en direcció sud-est a la conca de Taiyuan, i després per la vall central de Shanxi, per unir-se al riu Groc a l'oest de la ciutat de Hejin. El riu, amb una longitud de 694 quilòmetres, és un dels dos afluents importants del riu Groc (l'altre és el riu Wei). El riu drena una àrea de 39.417 km², que és el 25,3% de la superfície de la província de Shanxi.
El riu va nodrir l'antiga civilització Sanjin, ja fa 2.500 anys, i des de llavors ha estat anomenat el «riu Mare» dels pobles de Shanxi.
Les ciutats modernes properes sobre el riu Fen o a prop són, de nord a sud: Taiyuan, Linfen, Houma i Hejin. La ciutat de Fenyang, encara que rep el nom del riu, en realitat es troba a uns 20 km més a l'oest d'aquest.